# Springdale (Pensilvânia)
Springdale é um distrito localizado no estado norte-americano da Pensilvânia, no Condado de Allegheny.

## Demografia
Segundo o censo norte-americano de 2000, a sua população era de 3828 habitantes.
Em 2006, foi estimada uma população de 3544, um decréscimo de 284 (-7.4%).

## Geografia
De acordo com o United States Census Bureau tem uma área de 2,8 km², dos quais 2,4 km² cobertos por terra e 0,4 km² cobertos por água.

## Localidades na vizinhança
O diagrama seguinte representa as localidades num raio de 8 km ao redor de Springdale.